# Amazonides perspicua
Amazonides perspicua är en fjärilsart som beskrevs av Emilio Berio 1974. Amazonides perspicua ingår i släktet Amazonides och familjen nattflyn. Inga underarter finns listade i Catalogue of Life.